# Karta wynagrodzeń
Karta wynagrodzeń – zestawienie ukazujące wynagrodzenie, składki ZUS i podatek z całego roku, podzielone na poszczególnie miesiące w roku. 
Karta wynagrodzeń sporządzana jest co miesiąc dla każdego pracownika indywidualnie (imiennie) na podstawie utworzonej listy płac. Do prowadzenia karty wynagrodzeń zobowiązany jest przedsiębiorca zatrudniający danego pracownika.
Zgodnie z przepisami prawa karta wynagrodzeń powinna zawierać:
- imię, nazwisko,
- identyfikator podatkowy,
- datę,
- sumę osiągniętych w danym miesiącu przychodów brutto,
- stawkę,
- dochód,
- składniki kwoty brutto,
- składniki na ubezpieczenie (emerytalne, rentowe, chorobowe itd.) i składniki wynagrodzenia (podstawa opodatkowania, podatek, koszty uzyskania przychodów, potrącenia, kwota netto itd.)[1].